# Охраняващо добитък куче
Охраняващото добитък куче (на английски: livestock guardian dog, LGD) е домашно куче, което се използва да охранява добитък от хищници. Такива кучета обикновено се наричат овчарски или по-неформално овчарки, тъй като повечето от тях охраняват стада овце, макар че немалка част от тях са специализирани в охраняването на други видове. Характеризират се като част от добитъчните кучета. За разлика от пастирските кучета, като например бордър коли, охраняващите добитък кучета не контролират движението на стадото чрез агресивни или хищнически действия, причиняващи болка. Вместо това тези кучета игнорират отделилите се животни за сметка на наблюдения за потенциална опасност. Въпреки това е наблюдавано и агресивно поведение, но само когато добитъкът се е опитал да нарани кучето и най-често когато наблизо няма хищници.

## Породи
| Порода                      | Държава                        |
| --------------------------- | ------------------------------ |
| Абруцезки мастиф            | Италия                         |
| Акбаш                       | Турция                         |
| Анатолийска овчарка         | Турция                         |
| Буковинска овчарка          | Румъния                        |
| Гампър                      | Армения                        |
| Гръцка овчарка              | Гърция                         |
| Дого Сардеско               | Италия                         |
| Ещрелско планинско куче     | Португалия                     |
| Испански мастиф             | Испания                        |
| Кавказка овчарка            | Русия                          |
| Кангал                      | Турция                         |
| Као де Гадо Трансмонтано    | Португалия                     |
| Као де Кастро Лаборейро     | Португалия                     |
| Каракачанско куче           | България                       |
| Карпатска овчарка           | Румъния                        |
| Комондор                    | Унгария                        |
| Крашка овчарка              | Словения                       |
| Кувас                       | Унгария                        |
| Маремско овчарско куче      | Италия                         |
| Мастиф Алентежу             | Португалия                     |
| Миорит                      | Румъния                        |
| Пардог                      | Италия                         |
| Перо Майореро               | Испания                        |
| Пиренейски мастиф           | Испания                        |
| Пиренейско планинско куче   | Испания · Франция              |
| Саге Коче                   | Афганистан                     |
| Словашки чувач              | Словакия                       |
| Средноазиатска овчарка      | Русия                          |
| Татренска планинска овчарка | Полша                          |
| Тибетски мастиф             | Китай                          |
| Торняк                      | Босна и Херцеговина · Хърватия |
| Шарпланинец                 | Северна Македония              |
| Южноруска овчарка           | Русия                          |